# Asplenium theciferum
Asplenium theciferum là một loài thực vật có mạch trong họ Aspleniaceae. Loài này được (Kunth) Mett. miêu tả khoa học đầu tiên năm 1864.